# Akte Mord
Akte Mord ist eine deutsche Doku-Fernsehserie, die von 2002 bis 2010 bei den Fernsehsendern RTL II und RTL Crime ausgestrahlt wurde.
Es handelt sich um eine Adaption der US-amerikanischen Serie Body of Evidence.

## Inhalt
Gezeigt wird die Arbeit polizeilicher Ermittler, die versuchen Gewaltverbrechen aufzuklären. In jeder Episode wird über zwei aufgeklärte Morde berichtet. Hierfür werden Originalfotos und Videos der Polizei sowie nachgestellte Szenen verwendet. Zeugen und die Ermittelnden der Kriminalpolizei und Staatsanwaltschaft schildern die Ereignisse.
Als Kommentator fungiert der Synchronsprecher David Nathan.